# Representação bolo de camadas
Na teoria da medida, a representação bolo de camadas de uma função real mensurável não-negativa  f definida no espaço de medida X é dada pela fórmula
{\displaystyle f(x)=\int _{0}^{+\infty }\chi _{f(x)>t}(x)\,\mathrm {d} t{\mbox{ para todo }}x\in X,}
onde {\displaystyle \chi _{f(x)>t}} denota a função indicadora (ou função característica) do subconjunto E dado por
{\displaystyle E=\left\{x\in X:f(x)>t\right\}}
A representação fatia de de bolo vem facilmente da seguinte expressão:
{\displaystyle f(x)=\int _{0}^{f(x)}\mathrm {d} t.} 
A representação fatia de bolo pode ser usada para produzir a seguinte expressão para a integral de uma função não-negativa:
{\displaystyle \int _{E}f(x)d\mu =\int _{0}^{\infty }\mu \left(\left\{x\in X:f(x)>t\right\}\right)dt.} 